# Mistrzostwa Świata w Strzelaniu do Rzutków 1935
Mistrzostwa Świata w Strzelaniu do Rzutków 1935 – czwarte mistrzostwa świata w strzelaniu do rzutków; rozegrano je w Brukseli.
Rozegrano tylko dwie konkurencje: był to trap indywidualny oraz trap drużynowy. Indywidualnym mistrzem świata został reprezentant III Rzeszy, Rudolf Sack, zaś drużynowo najlepsi okazali się Węgrzy; zwyciężyli oni też w klasyfikacji medalowej.

## Klasyfikacja medalowa
Gospodarze mistrzostw
| Pozycja | Kraj       | Złoto | Srebro | Brąz | Łącznie |
| ------- | ---------- | ----- | ------ | ---- | ------- |
| 1       | Węgry      | 1     | 1      | 0    | 2       |
| 2       | III Rzesza | 1     | 0      | 1    | 2       |
| 3       | Belgia     | 0     | 1      | 1    | 2       |

## Wyniki
| Konkurencja          | Złoto                                                               | Wynik     | Srebro               | Wynik    | Brąz       | Wynik    |
| Trap (indywidualnie) | Rudolf Sack                                                         | 281 pkt.  | Sándor von Lumniczer | 280 pkt. | Ludo Sheid | 276 pkt. |
| Trap (drużynowo)     | Węgry Sándor von Lumniczer Pál Dóra István Strassburger Sándor Dóra | 1103 pkt. | Belgia               |          | III Rzesza |          |